# Ватаману, Ион Иванович
Ион Иванович Ватаману (рум. Ion Vatamanu; 1 мая 1937, Костичаны — 9 августа 1993, Кишинёв) — молдавский поэт, публицист, политик, химик, кандидат химических наук (1970).

## Биография
Родился 1 мая 1937 в селе Костичаны Хотинского уезда Румынии (ныне Черновицкой области Украины в семье Иона и Марии Ватаману. Окончил семилетнюю школу в родном селе, после чего продолжил учёбу в средней школе соседнего села Ванчикэуцы, а после её окончания (1954) работал учителем в Костичанской школе..
С 1955 по 1960 учился на химическом факультете Кишиневского Государственного Университета. В 1960 женился на Елене Куричеру, студентке филологического факультета, будущей переводчице. В 1962 дебютировал сборником стихов «Примий фулжь» («Первые снежинки»).
В 1971 защитил в Львовском университете кандидатскую диссертацию по химии по теме «Осциллополярографическое изучение комплексов Bi(3+), Zn(2+) и Sb(3+) с некоторыми лигандами и использование этих комплексов в анализе» под руководством профессора Ю. С. Ляликова. В 1973 был назначен начальником лаборатории в Институте Химии Академии наук МССР. На этой должности он оставался до конца жизни. За годы своей карьеры химика Ион Ватаману опубликовал более 150 научных работ по аналитической химии, получил 5 патентов в области осцилополярографии. Ряд его методик нашёл применение в промышленности и сельском хозяйстве бывшего СССР и МССР. В 1978 публикует совместно с другими научными сотрудниками химической лаборатории работу «Библиографический указатель литературы по полярографии», а в 1988 пишет монографию «Термодинамика гидролиза ионов металлов» в сотрудничестве с кандидатом химических наук Ильёй Фиштиком.
В 1989-91 вместе с поэтессой Леонидой Лари руководит газетой «Glasul» («Голос»), первой газетой на латинской графике за послевоенный период в Молдавии. В 1991-93 был редактором журнала «Columna».
В 1990 был избран депутатом в Верховный Совет Молдавской ССР (с 1991 года Парламент Республики Молдова) и назначен председателем Парламентской Комиссии по культуре и культам. Подписал Декларацию Независимости Республики Молдова. Скончался 9 августа 1993, похоронен на Центральном Православном кладбище Кишинева..

## Литературная деятельность
1962 — сборник стихов «Примий фулжь» («Первые снежинки») с предисловием Николае Костенко.
1964 — буклет стихов «Монологурь» («Монологи»)..
1966 — книга для детей «Авентуриле луй Атомикэ» («Приключения Атомика»), увлекательное путешествие в мир химических элементов.
1967 — сборник стихов «Ла мижлокул ербий» («В траве») с предисловием Джордже Менюка. Сборник включает лиро-эпическую поэму «Басмауа» («Платок»), выражающую идею сохранения памяти и наследства предков.
1977 — сборник стихов «Де зиуа фрунзей» («День листа») с предисловием Григоре Виеру, включающий циклы «Секунде ши мунць» («Секунды и горы»), «Рэскоалэ контра морций» («Восстание против смерти») и «Ку неодихнэ» («Неустанно»).
1980 — сборник детских стихов «Вяца кувынтулуй» («Жизнь слова»).
1981 — сборник «Юбире де тине» («Любовь к тебе»), включает несколько циклов стихов и баллад, а также лиро-эпические поэмы «Пасэря Еу» («Птица Я»), «Басмауа» («Платок») и «Привигетоаря кынтэ плумб» («Соловей поет свинец»).
1982 — в этом году в издательстве «Литература артистикэ» должен был появиться том стихов и баллад «Де пе доуэ маржинь де рэзбой» («С двух краев войны»), но сверхбдительная коммунистическая цензура приостанавливает издание книги на этапе корректуры, а автора обвиняют в «подрывной деятельности» против государственной власти. Театр Кишиневского университета «Флакэра» ставит спектакль «Платок» по одноимённой поэме Иона Ватаману.
1983 — том стихов, баллад и поэм «Мэслинул оглиндий» («Маслина зеркала») с предисловием Павла Боцу — переделанный вариант книги «С двух краев войны». Баллады представляют собой хронику села, «Илиаду» детства, увиденного глазами взрослого. Кишиневский молодёжный театр под руководством Сильвиу Фусу ставит поэтический спектакль «Осия дорулуй» («Ось любви»)..
1984 — сборник «А ведя ку инимэ» («Видеть сердцем»). Включает очерки, записные книжки, эссе, в которых анализируются различные аспекты общественной и культурной жизни, вопросы, относящиеся к культуре вообще и литературе в частности. В Кишиневе состоялся творческий вечер «Кынтаре вэздухулуй пашник ал патрией» («Воспевание мирного воздуха родины») — два часа поэзии с Ионом Ватаману..
1985 — книга детских стихов «Извораш ку окий верзь» («Родник с зелеными глазами»).
1986 — «Диминяца мэрулуй» («Утро яблони»). Книга включает циклы стихов «Вара рыурилор репезь» («Лето быстрых рек»), «Прэбуширя приетенулуй» («Крах друга»), поэму «Фемея дин мугурь, фрумоаса ку прунчь» («Женщина из почек, красавица с младенцами»).
1987 — сборник-антология «Нимик ну-й зеро» («Ничто не является нулем»), предисловие Михая Чимпоя. Кишиневский молодёжный театр ставит спектакль «Утро яблони» (режиссёр В. Кэпэцынэ) по поэзии Иона Ватаману..
1988 — «Диалогурь банале, сау трист ши весел деспре оамень» («Банальные диалоги, или грустно и весело о людях»). В этих поэмах автор подмечает и анализирует аспекты, состояния и позиции лет горбачевской «перестройки».
1990 — «Atît de mult al pǎmântului» («Так много земли»).
1994 — книга для детей «Unde-i urma mea?» («Где мой след?»).
1998 — «Secunde și munți» в серии «Poeți români contemporani» («Современные румынские поэты»).
2000 — «Nimic nu-i zero» и «Să mă chemați să vă cânt» («Позовите меня спеть вам»).
2001 — «Alt iubire nu este» («Другой любви нет»).
2003 — книга для детей «Oglinda mofturoasǎ» («Капризное зеркало»).
2008 — «Zidire pe osul ființei» («Созидание на кости бытия»). Сборник эссе в серии «Poeți români contemporani».
На русском языке:
1971 — «Цвет абрикоса».
1978 — «Зеленая колыбель песни».
1980 — «Земля поэта».
1983 — «Секунды и горы».
1989 — «Возвращение домой».

## Награды
- 1984 Бронзовая медаль ВДНХ МССР
- 1987 Почетный диплом Президиума Верховного Совета МССР[8].
- 1989 Диплом Молдавского Телевидения за цикл передач «Абечеул моралей» («Азбука морали»)
- 1991 Медаль «Ветеран труда»
- 1992 Почетное звание «Мастер литературы»[9].
- 1995 Премия «Dacia» в области народного искусства, посмертно.
- 1995 Медаль Эминеску, посмертно.
- 2010 Орден Республики, посмертно